# Topología geoespacial

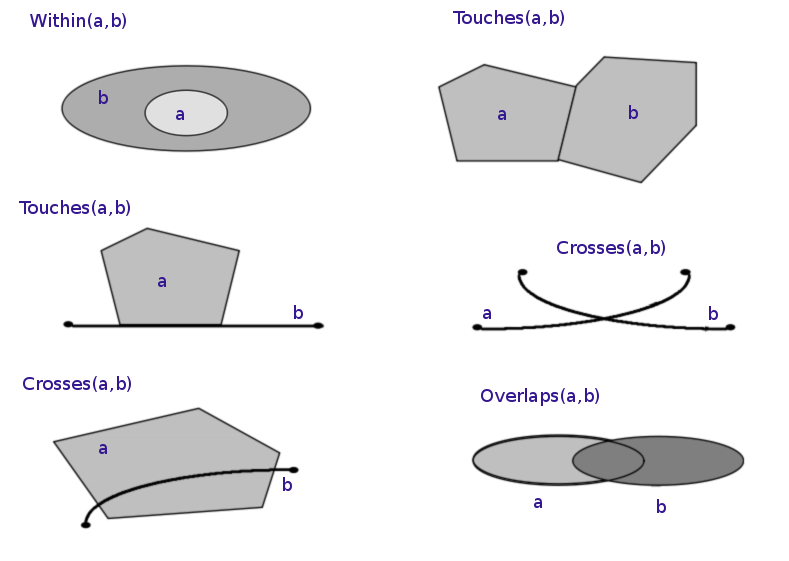
Ejemplos de relaciones espaciales topológicas.

Errores topológicos más comunes producidos por una incorrecta digitalización de elementos geográficos.

La topología geoespacial estudia las relaciones espaciales entre los diferentes elementos gráficos (topología de nodo/punto, topología de red/arco/línea, topología de polígono) que representan las características geográficas y su posición en el mapa (cerca de, entre, adyacente a, etc.). Estas relaciones, que para el ser humano pueden ser obvias a simple vista, el programa informático las debe establecer mediante un lenguaje y unas reglas de geometría matemática. Es la capacidad de crear topología lo que diferencia a un Sistema de Información Geográfica (SIG) de otros sistemas de gestión de la información.
Así, cuando dos polígonos representan elementos geográficos adyacentes en un mapa, las reglas topológicas típicas exigen que estos polígonos compartan una frontera común sin huecos ni superposiciones entre ellos, del mismo modo que sería incoherente permitir que dos polígonos que representan lagos se superpongan.
En el análisis espacial las relaciones espaciales topológicas se derivan del modelo DE9IM (Dimension-Extended Nine Intersection Model), que se fundamenta en determinar si el borde interior y exterior de dos figuras tiene puntos en común teniendo en cuenta la dimensión de las intersecciones. Los predicados topológicos que se aplican a las figuras geométricas del mapa devolverán un valor booleano si la relación se cumple o no. Los cinco predicados primitivos estandarizados de SQL espacial (ISO, 2002) e implementados en la mayoría de los SGBD espaciales actuales son: disjunto, toca, dentro, cruza y solapa. A ellos debemos añadir los predicados derivados: contiene, interseca e igual.
Las operaciones topológicas permiten gestionar geometrías compartidas, definen y hacen cumplir las reglas de integridad de los datos, permiten realizar consultas topológicas y de navegación y construir elementos más complejos, como puede ser el caso de polígonos a partir de primitivas como líneas. De igual manera facilitan además la detección y corrección de errores involuntarios inherentes a la digitalización de elementos geográficos y la realización de análisis de redes.
Dentro del ámbito de los SIG es esencial crear topología si el análisis que se vaya a realizar depende de relaciones espaciales. Por ejemplo, si necesitamos modelar en un SIG una red que represente la red de abastecimiento de aguas y ver como afecta a los usuarios un posible corte de suministro en un punto de esta, es necesario que exista topología de línea que asegure que todos los arcos se encuentren conectados. Del mismo modo si queremos conocer cuantas parcelas catastrales son colindantes a otra deberá existir una topología de polígonos. Las reglas topológicas permanecen invariables frente a transformaciones afines, como pueden ser el cambio de escala, la reproyección o la rotación de un mapa.

## El almacenamiento de datos topológicos
A pesar de la importancia de las reglas topológicas, que permiten a las bases de datos espaciales modelar relaciones geométricas con mayor precisión y asegurar la integridad de los datos, no todos los formatos vectoriales de almacenamiento e  intercambio de información geográfica soportan topología. Así, por ejemplo, el formato estándar de facto ESRI shapefile almacena los objetos geométricos de manera individual y de forma aislada, sin reglas de topología alguna. No obstante la cada vez mayor importancia de la topología en los SIG ha hecho que desde los años 1980, con el desarrollo del software ArcInfo y su formato Coverage que implementaba un pionero modelo topología persistente, se creasen contenedores que permitiesen almacenar información con integridad topológica. Aun así, a excepción de algunos formatos de datos SIG especiales, la topología no suele ser un requerimiento de cumplimiento indispensable por defecto. La mayoría de los SIG definen la topología como reglas de relación, permitiendo al usuario elegir cuales de estas se aplicarán a una capa vectorial.
| Formato                    | Extensión      | Soporta topología |
| -------------------------- | -------------- | ----------------- |
| ESRI Shapefile             | .shp/.shx/.dbf | No                |
| MapInfo Tab                | tab            | No                |
| Mid/Mif                    | .mid/.mif      | No                |
| CityGML                    | .citygml       | No                |
| Drawing Interchange Format | .dxf           | No                |
| DraWinG                    | .dwg           | No                |
| Keyhole Markup Language    | .kml           | No                |
| Geography Markup Language  | .gml           | No                |
| GeoJSON                    | .geojson       | No                |
| ESRI ArcInfo Coverage      | .adf           | Sí                |
| ArcGIS Geodatabase         | .gdb           | Sí                |
| SpatiaLite                 | .sqlite ó .db  | Sí                |
| GeoPackage                 | .gpkg          | Sí                |
| TopoJSON                   | .topojson      | Sí                |

Otras bases de datos espaciales con arquitectura cliente-servidor como Oracle Spatial, PostgreSQL/PostGIS, Microsoft SQL Server, MySQL o MariaDB soportan, en mayor o menor medida, los operadores topológicos básicos junto a otros espaciales que permiten comprobar si una figura geométrica es de un determinado tipo espacial. Estos sistemas incorporan una topología persistente o explícita que mantiene y sincroniza de manera automática las relaciones espaciales entre los elementos gráficos almacenados en las tablas geométricas.